# جوهر أبو لاشين
جوهر أبو لاشين (بالعبرية: ג'והר אבו לאשין)، ولد عام 5 نيسان 1971 في مدينة الناصرة. حاصل على بطولة العالم للملاكمة مرتان، رفع أول مرة علم إسرائيل والمرة الثانية علم فلسطين شارك في عدة مباريات محلية وعالمية.
يقيم الآن في الولايات المتحدة، حصل على مبلغ مالي من رئيس الوزراء الإسرائيلي الأسبق إسحاق رابين، وأيضًا كذلك مقابلات مع رئيس السلطة الفلسطينية الراحل ياسر عرفات.

## وصلات خارجية
- جوهر أبو لاشين على موقع بوكس ريك (الإنجليزية) (registration required)